# Ульссон, Анна (гребчиха)
А́нна Гуни́лла У́льссон (швед. Anna Gunilla Olsson; 14 марта 1964, Тимро) — шведская гребчиха-байдарочница, выступала за сборную Швеции в середине 1980-х — конце 1990-х годов. Участница пяти летних Олимпийских игр, чемпионка Игр в Лос-Анджелесе, чемпионка мира, победительница многих регат национального и международного значения.

## Биография
Анна Ульссон родилась 14 марта 1964 года в городе Тимро, лен Вестерноррланд. Активно заниматься греблей начала с раннего детства, проходила подготовку в местном каноэ-клубе под названием «Фагервикс», позже состояла в одном из каноэ-клубов Карлстада.
Первого серьёзного успеха на взрослом международном уровне добилась в 1984 году, когда попала в основной состав шведской национальной сборной и благодаря череде удачных выступлений удостоилась права защищать честь страны на летних Олимпийских играх 1984 года в Лос-Анджелесе. Вместе с напарницей Агнетой Андерссон завоевала здесь золотую медаль в зачёте байдарок-двоек на пятистах метрах, тогда как с четырёхместным экипажем, куда помимо Андерссон вошли гребчихи Сюзанна Виберг и Эва Карлссон, выиграла серебряную медаль на пятистах метрах — лучше финишировала только команда из Румынии. Четыре года спустя отправилась на Олимпийские игры в Сеуле, но на сей раз попасть в число призёров не смогла, в двойках и четвёрках в финале показала шестой результат.
В 1991 году Ульссон побывала на чемпионате мира в Париже, откуда привезла награду бронзового достоинства, выигранную в двойках на пятистах метрах. Будучи в числе лидеров гребной команды Швеции, благополучно прошла квалификацию на Олимпийские игры 1992 года в Барселоне — в четвёрках на пятистах метрах вместе с Агнетой Андерссон, Марией Хаглунд и Сусанной Русенквист и выиграла здесь бронзовую медаль, уступив в решающем заезде венгеркам и немкам.
На чемпионате мира 1993 года в Копенгагене Анна Ульссон трижды поднималась на пьедестал почёта, взяла серебро в одиночках и четвёрках, а также золото в двойках. В следующем сезоне на аналогичных соревнованиях в Мехико получила серебряную медаль в одиночках на двухстах метрах и бронзовую в четвёрках на пятистах. Ещё через год на мировом первенстве в немецком Дуйсбурге на двухсотметровой дистанции выиграла бронзовые медали в одиночных и четырёхместных байдарках. В 1996 году отправилась на Олимпиаду в Атланте, где повтоила успех четырёхлетней давности, добыв бронзу в четвёрках на пятистах метрах — при этом помимо Андерссон и Русенквист её партнёршей была Ингела Эрикссон. Наконец, в 2000 году Ульссон представляла Швецию на Олимпийских играх в Сиднее, на пятых в своей карьере Олимпийских играх, при всём при том, медалей оттуда не привезла — на пятистах метрах в одиночках показала девятый результат, тогда как в двойках стала восьмой.
Её старший брат Гуннар Ульссон тоже является довольно известным гребцом-байдарочником, серебряный призёр Олимпийских игр 1992 года в Барселоне.